# Petre Dumitrescu
Generálplukovník Petre Dumitrescu (18. února 1882, Dobridor – 15. ledna 1950, Bukurešť) byl nejúspěšnějším rumunským generálem druhé světové války a velitel Rumunské první a třetí armády.

## Život
Narodil se v městečku Dobridor v Rumunsku. Roku 1901 vstoupil do „Vojenské školy pro dělostřelectvo a inženýrství“ („Scoala Militara de Ofiteri de Artilerie si Geniu“). Tu absolvoval roku 1903 v hodnosti podporučíka. Roku 1906 byl povýšen do hodnosti kapitána. Roku 1913 byl přijat do vojenské akademie v Bukurešti („Scoala Superioara de Razboi“). V první světové válce (1916) se stal majorem. Po první světové válce byl vojenským přidělencem v Paříži a poté v Bruselu.
25. března 1941 se stal velitelem Rumunské třetí armády se kterou bojoval po boku Skupiny armád B nacistického Německa proti Sovětskému svazu.
15. května 1946 byl obviněn soudem z válečných zločinů, musel být ale propuštěn pro nedostatek důkazů. Zemřel ve svém domě na začátku roku 1950 a vyhnul se tím sovětským vězením.

## Vyznamenání
- Rytířský kříž s dubovými ratolestmi